# فينغ تشي
فينغ تشي (بالصينية: 冯祺) هو لاعب كرة قدم صيني في مركز الدفاع، ولد في 13 أغسطس 1981 في شانغهاي في الصين. لعب مع شانغهاي غرينلاند شينهوا.